# Invention of knowledge
Invention of knowledge is een studioalbum van Jon Anderson en Roine Stolt. 

## Geschiedenis
Anderson en Solt ontmoetten elkaar tijdens een zogenaamde concertcruise. Stolt, gitarist bij The Flower Kings en Transatlantic was een fan van Andersons Yes in de periode jaren zeventig en van Andersons soloalbum Olias of sunhillow. Ze besloten samen te werken en te kijken of die samenwerking tot een album kon leiden. Anderson schreef daarbij teksten, stuurde ze per e-mail naar Stolt, die vulde aan en wijzigde, waarna het bestand weer terugging naar Anderson enz. Stolt werkte vanuit zijn Fenix geluidsstudio in Zweden, Anderson vanuit zijn huisstudio in Californië.
Na zeven maanden werken begon het erop te lijken dat een gezamenlijk album tot de mogelijkheden behoorde. Er werd vervolgens nog bijna een jaar aan gewerkt, voordat het album via InsideOut Music op de markt verscheen. Anderson en Stolt overwogen samen op tournee te gaan, echter vanaf oktober 2016 tot en met het voorjaar van 2017 was Anderson al volgeboekt met optredens met Trevor Rabin en Rick Wakeman (ARW).

## Muziek
Stolt wilde een positief klinkend album, het zou fijn zijn als alle wetenschap zou bijdragen aan een betere wereld en niet aan gedeeltelijke vernietiging daarvan. Daarin vond hij een gelijke in Anderson. Anderson had een suiteachtig album voor ogen, soortgelijk aan Close to the edge, een van de succesvolste albums binnen de progressieve rock. Door de opzet en grote inbreng kwam een album tot stand dat veel van Close to the edge weg heeft. Het basismateriaal werd zonder zang in Zweden opgenomen door musici waarmee Stolt al dan niet via zijn muziekgroepen bevriend was geraakt. Anderson bleef alleen in Californië. Anderson en Stolt schijnen elkaar daarbij maar een keer opnieuw ontmoet te hebben en wel voor de fotosessie. Overleg ging meestal via elektronische weg (telefoon en e-mail) waarbij Anderson in de ogen van Stolt snel reageerde met songteksten, al dan niet ingezongen. Anderson ondersteunde hem ook met specifieke opbouw van de nummers; alhoewel hij ver weg bleef was hij gedreven en bleef suggesties indienen.

## Musici
- Jon Anderson – zang, synthesizer, percussie
- Roine Stolt – gitaar, dobro, toetsinstrumenten, percussie, achtergrondzang
- Tom Brislin, Lalle Larsson – toetsinstrumenten
- Jonas Reingold – basgitaar en achtergrondzang (deed ook de mastering)
- Michael Stolt – basgitaar, moogbas (broer van Roine)
- Felix Lehrmann – slagwerk
- Daniel Gildenlöw, Nad Sylvan, Anja Obermayer, Maria Rerych, Kristina Westas

## Muziek
| Nr. | Titel | Duur  |
| --- | --- | ----- |
| 1.  | Invention of knowledge: Invention (Anderson, Neil Campbell, Stolt)                                        | 9:41  |
| 2.  | Invention of knowledge: We are truth (Anderson, Dan Spollen)                                              | 6:41  |
| 3.  | Invention of knowledge: Knowledge (Anderson, Neil Campbell, Stolt)                                        | 6:30  |
| 4.  | Knowing: Knowing (Anderson, Kristian Ducharme, Stolt)                                                     | 10:31 |
| 5.  | Knowing: Chase and harmony (Anderson, Kristian Ducharme)                                                  | 7:17  |
| 6.  | Everybody heals: Everybody heals (Anderson, Stolt, Neil Campbell, Andy Maslivec, Marty Snape)             | 7:36  |
| 7.  | Everybody heals: Better by far (Anderson, Dan Spollen)                                                    | 2:03  |
| 8.  | Everybody heals: Golden light (Anderson, Stolt, Neil Campbell, Joseph Cowell, Andy Maslivec, Marty Snape) | 3:30  |
| 9.  | Know ... (Anderson, Kristian Ducharme, Stolt)                                                             | 11:13 |

## Verkoop
Het album werd goed ontvangen binnen de niche progressieve rock. Dat resulteerde in enkele noteringen in een aantal albumlijsten, maar daar viel het na een of twee weken ook weer uit. Duitsland en Oostenrijk lieten daarbij de hoogste noteringen zien. In Nederland werd één week een 56e plaats in de Album Top 100 genoteerd, in België bleef het buiten de top 100 (zowel Vlaanderen als Wallonië). 